# 中国救援队
中国救援队（英語：China Search and Rescue），是中华人民共和国担负国际灾害应急救援任务的专业重型救援队。
中国救援队隶属于中华人民共和国应急管理部，由北京市消防救援总队、中国地震应急搜救中心、应急总医院的人员组成，是中华人民共和国第二支通过联合国国际重型救援队测评的专业救援队伍。

## 历史沿革

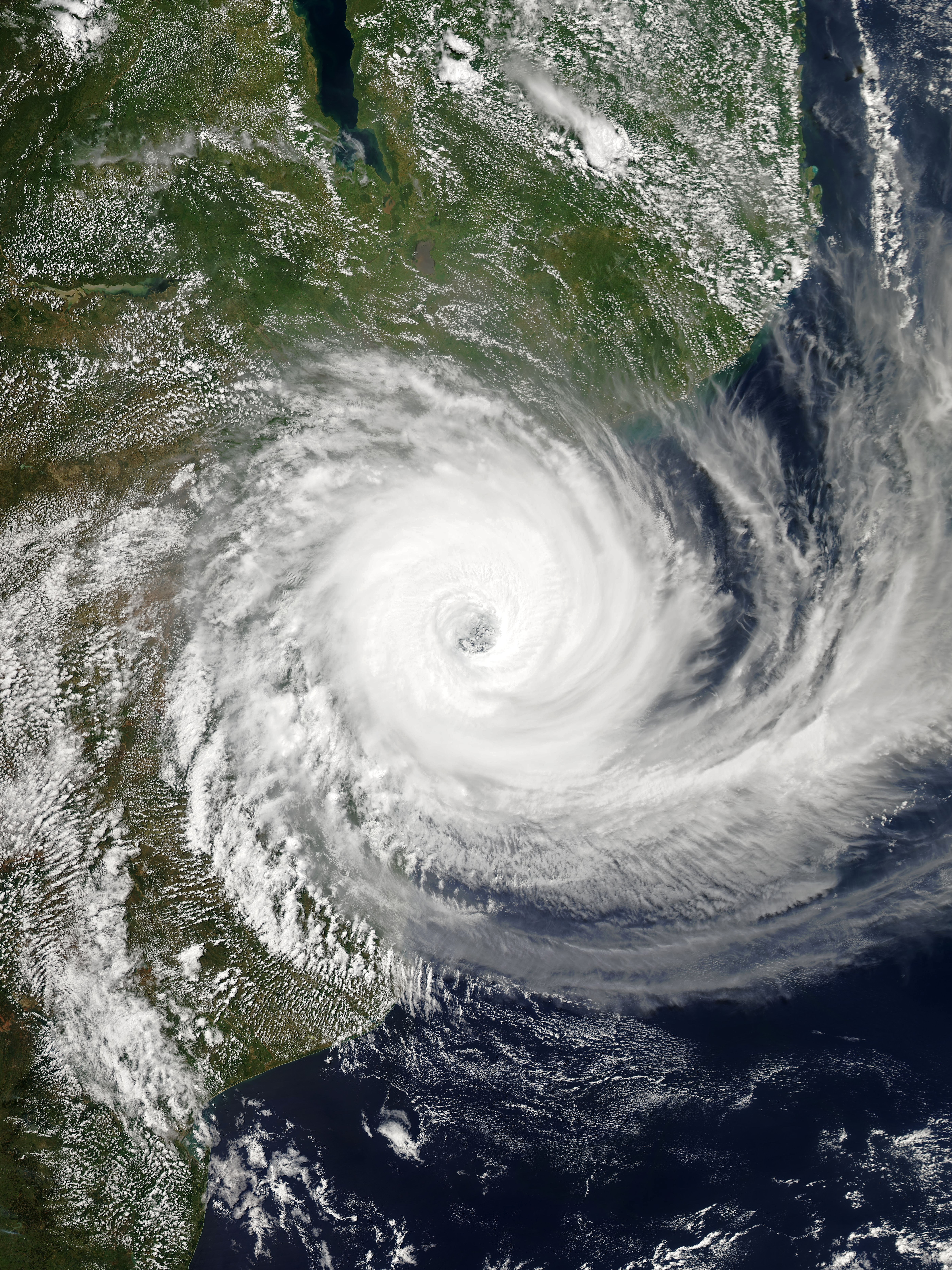
2019年强热带气旋伊代在莫桑比克造成严重灾情，中国救援队首次被派往灾区执行国际救援任务。

2018年4月，中华人民共和国应急管理部成立，中国救援队的组建提上日程。
2018年8月，应急管理部在中国国际救援队的基础上组建了中国救援队。这支队伍以北京市消防总队为骨干，加上中国地震应急搜救中心、应急总医院的相关人员组成。
2019年3月20日，应莫桑比克政府请求并经党中央、国务院批准，中国救援队派出65名队员前往莫桑比克，参与强热带气旋伊代引发的灾害救援。这是中国救援队首次参与国际灾害应急救援任务。
2019年10月，中国救援队首次参与并通过了联合国国际搜索与救援咨询团组织的国际重型救援队测评，成为中国第二支联合国国际重型救援队，使得中国成为亚洲首个拥有两支获得联合国认证的国际重型救援队的国家。

## 救援行动
2019年3月，中国救援队前往莫桑比克参与强热带气旋伊代引发的灾害救援，为抵达现场的第一支国际救援队。此次救援共派出65人，携带20吨救援物资，诊治灾民3337人，消杀33.08万平方米，向数千灾民发放饮用水和食物。此次救援行动得到了莫桑比克政府的肯定。
2023年2月7日，中国救援队派出82人前往土耳其参与2023年土耳其-敘利亞地震救援。
2025年3月29日，中国救援队派出82人前往缅甸参与2025年缅甸地震救援。4月9日，完成搜救任务的中国救援队同中国国际救援队、中国香港特区救援队乘坐中国空军运-20飞机回国。

## 荣誉
2023年4月26日，中国救援队获得土耳其总统埃尔多安授予的“共和国崇高贡献奖章”。
2023年4月28日，中国救援队获得中华全国总工会授予的“全国五一劳动奖状”。